# Hubert Reeves
Hubert Reeves (Montréal, 13 luglio 1932 – Parigi, 13 ottobre 2023) è stato un astrofisico, ambientalista e divulgatore scientifico canadese naturalizzato francese.

## Biografia
Reeves studiò al Collège Jean de Brébeuf e si laureò in fisica presso l'Università di Montréal; conseguì poi un dottorato in astrofisica presso l'Università Cornell.
Dal 1960 al 1964 insegnò fisica presso l'Università di Montréal. Inoltre fu consulente dell'Institute for Space Studies della NASA e fu docente presso la Columbia University. In seguito insegnò fisica nucleare presso l'Université libre de Bruxelles. Nel 1965 divenne direttore del Centre national de la recherche scientifique (CNRS) di Parigi e consulente scientifico del Commissariato per l'energia atomica a Saclay.
Lavorò scientificamente sui processi termonucleari all'interno delle stelle e sull'origine di elementi leggeri come elio, litio, berillio e boro. Con numerosi libri documentari contribuì alla divulgazione della conoscenza di astronomia e cosmologia. Oltre al suo lavoro scientifico, fu attivo nel campo della protezione ambientale. Nel 1986 pubblicò L'heure de s'envirer: l'univers a-t-il un sens? e gli venne conferita l'onorificenza di Cavaliere della Légion d'Honneur. A partire dallo stesso anno insegnò cosmologia all'Université Paris VII.
Ha vissuto a Parigi fino alla sua morte, avvenuta il 13 ottobre 2023 all'età di 91 anni.

## Vita privata
Con la moglie Camille Scoffier ebbe 4 figli e 8 nipoti; a questi dedicò nel 2011 una sorta di testamento spirituale, scientifico e poetico. Era vegetariano e contrario al nucleare.

## Opere
- Stellar evolution and nucleosynthesis, New York: Gordon and Breach (1968), ISBN 0-677-30150-2.
- Nuclear Reactions in Stellar Surfaces and Their Relations with Stellar Evolution (1971), ISBN 0-677-02960-8.
- Patience dans l'azur: l'évolution cosmique, Parigi: Seuil (1981), ISBN 2-02-010170-X. [2]
- L'heure de s'enivrer: l'univers a-t-il un sens? (1986), ISBN 2-02-014400-X.
- Dernières nouvelles du cosmos (1994), ISBN 2-02-022831-9.
- Origins: Speculations on the Cosmos, Earth and Mankind, Londra: Arcade Publishing (1998), ISBN 1-55970-408-X.
- Mal de Terre (con Frédéric Lenoir), Paris: Points (2003), ISBN 2-02-079064-5.
- Chroniques du ciel et de la vie (2005), ISBN 2-02-080030-6.
- Chroniques des atomes et des galaxies (2007), ISBN 978-2-7578-2297-5.
- L'Univers expliqué à mes petits-enfants, Éditions du Seuil (2011).  [3]

## Riconoscimenti
Oltre a diverse lauree ad honorem, Reeves ha conseguito i seguenti premi:
- Premio Petrie Lecture
- Premio della Fondation de France (1982)
- Premio della Société Française de Physique (1985)
- Medaglia Albert Einstein (2001)

## Omaggi
- Gli è stato dedicato l'asteroide 9631 Hubertreeves.